# Seminari Pontifici de Tarragona
Seminari Pontifici de Tarragona és un monument del municipi de Tarragona protegit com a bé cultural d'interès local. És un edifici emblemàtic de la Part Alta de la ciutat tant per la arquitectural composició com també per la memòria social i educativa. És un dels edificis més destacats del neomedievalisme de la ciutat. Conserva bona part del disseny  i del mobiliari originaris. La zona dels patis donen a les muralles i cal destacar també la perfecta integració de la capella de Sant Pau a una banda del claustre.

## Descripció
El portal i les finestres d'estil neogòtic es van construir amb carreus. Tot el frontis en el qual es desenvolupa el gust ogival, té detalls d'escultura de remarcable mèrit. Un elegant i preciós atri constitueix la planta baixa. Formós saló d'actes al primer pis i severa escala que condueix a la capella, és una obra mestra de l'arquitectura neogòtica. És notòria la terminació de l'edifici mitjançant una composició rítmica en les alternances entre els buits i la clau de paret.
El Seminari està aïllat tot i que unes parts s'han adossat a la muralla. Consta de planta baixa i quatre pisos. La planta està formada per dos claustres i en la part central sobresurt l'església. La coberta de l'església és en forma de volta.
La façana està organitzada de manera simètrica. L'alçat defineix tres línies verticals. A la part central l'entrada coronada amb tres finestres i un petit frontó i als costats dues torres que sobresurten en altura.
Existeix una certa jerarquització en el tractament dels buits (finestres geminades al llarg de tota la façana a excepció de
l'últim pis). Al pis superior (dormitoris) s'ha disposat a manera de galeria. El desenvolupament de les parets laterals és
molt semblant tot i que s'ha prescindit de la construcció amb pedra de carreu.
El disseny respon molt bé a les necessitats d'un edifici destinat a l'ensenyament, especialment en el tractament de les finestres, que permeten una ventilació perfecta per la part superior.
El nou edifici s'aixecà amb els millors materials constructius de la zona: Per a la façana s'empra pedra de carreu tot i que a l'interior s'ha emprat paredat, totxo i ceràmica. Destaca el cromatisme de la coberta en la qual s'han disposat teules vidrades.
El Seminari Pontifici, al costat nord és sobre la muralla romana, i fins i tot hi ha estances que en colonitzen l'interior, com es pot veure en la Biblioteca, actual sala d'actes i llibreria. A més la muralla es pot veure tant al pati d'aparcament com en els patis interiors.

## Història
El primer seminari fou creat quan el cardenal Gaspar Cervantes de Gaeta (segle xvi) era  arquebisbe de Tarragona. Era a la Rambla Vella entre els carrers de l'Hospital i de Sant Francesc. L'expropiació d'aquest antic edifici havia deixat la ciutat sense centre de formació per a sacerdots.
La construcció del nou Seminari Pontifici fou obra de l'arquebisbe Vilamitjana. El 1883, August Font presentà a les autoritats eclesiàstiques un modern edifici que ocupava quasi per complet el projectat carrer de Sant Pau. A l'interior es conservava en un dels angles d'un claustre la capella de Sant Pau, la qual fou restaurada i s'alterà el tipus de coberta. El projecte fou executat íntegrament, fins i tot el mobiliari i la decoració interior. Hi participaren molts escultors entre els quals destaquen Fèlix Ferrer i Josep Cabré i Alentorn.
La torre de l'edifici és un observatori astronòmic.
El seminari té una biblioteca especialitzada en obres religioses amb uns 50.000 llibres.